# Дельта³ Малого Пса
Дельта³ Малого Пса (δ³ CMi / δ³ Canis Minoris) — белая звезда Главной последовательности спектрального класса А в созвездии Малый Пёс. Расстояние от звезды до Земли — 680 световых лет. По физическим свойствам звезда подобна Веге, только находится в 20 раз дальше. Видимый блеск звезды +5.83. Невооружённым глазом видна только очень зорким людям или в бинокль.